# Orepukia grisea
Orepukia grisea – gatunek pająka z rodziny Cycloctenidae. Występuje endemicznie na Nowej Zelandii.

## Taksonomia
Gatunek ten opisany został po raz pierwszy w 1973 roku przez Raymonda Roberta Forstera i Cecila Louisa Wiltona w czwartej części monografii poświęconej pająkom Nowej Zelandii. Jako miejsce typowe wskazano Akaroa w regionie Canterbury.

## Morfologia
Holotypowa samica ma karapaks długości 3 mm i szerokości 2 mm oraz opistosomę (odwłok) długości 3,6 mm i szerokości 3 mm. Karapaks jest jasnobrązowy z rudobrązowymi przepaskami wychodzącymi z przednich kątów, łączącymi się w jedną przepaskę na jamce i jako taka sięgającymi do tylnego jego brzegu. Ośmioro oczu rozmieszczonych jest w dwóch prostych w widoku grzbietowym rzędach. W widoku od przodu oba rzędy są lekko zakrzywione. Rudobrązowe szczękoczułki mają po 2 normalne i 5 drobnych zębów na przednich krawędziach bruzd i po 2 zęby na ich krawędziach tylnych. Odnóża są żółtobrązowe z rudobrązowym obrączkowaniem. Kolejność par odnóży od najdłuższej do najkrótszej to: IV, I, II, III. Pazurki górne mają od 10 do 12 ząbków, zaś pazurki dolne 2 ząbki. Opistosoma jest kremowa z niewyraźnym, jasnobrązowym wzorem. Zaopatrzona jest w duży stożeczek. Kądziołki przędne przedniej pary są nieco większe niż tylnej.

## Występowanie i ekologia
Gatunek ten jest endemitem Nowej Zelandii, znanym tylko z regionu Canterbury na Wyspie Południowej.